# José Lemery e Ibarrola

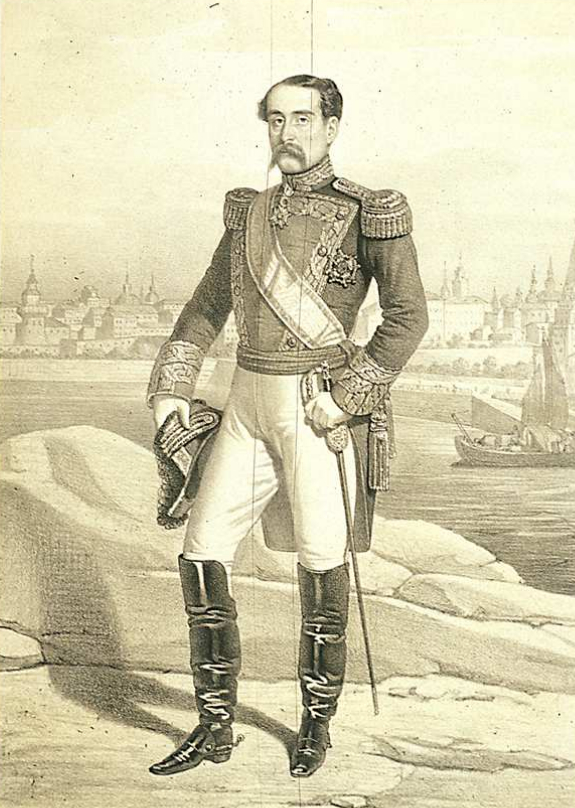
José Lemery, de Bernardo Blanco y Pérez.

José Nicolás Francisco Pablo Lémery-Ney e Ibarrola-González (Madrid, 2 de diciembre de 1811 - id., 11 de abril de 1886), I marqués de Baroja, fue un político, militar y gobernador colonial español.
Elegido diputado del congreso por la circunscripción de Baleares en la legislatura 1854-56, gobernador de la provincia de Puerto Rico en 1855-57, senador por Baleares en 1857, vitalicio en 1858-60, gobernador general de Filipinas en 1861-62, nuevamente senador por Baleares en 1881-82 y vitalicio en 1883-84.